# Sara Carlsson
Sara Carlsson, född 26 december 1986, är en svensk curlingspelare. Hon blev världsmästare med Lag Anette Norberg vid VM i Esbjerg 2011. Carlsson spelade som tvåa i laget. 
Innan dess hade hon vunnit en silvermedalj på tredje position med det svenska curlinglaget i JVM 2008 i Östersund. Carlsson hade också tredje position i landslaget vid Ford World Curling Championship 2010 för kvinnor i Swift Current, Kanada. 
2017 togs hon upp i Swedish Curling Hall of Fame. Carlsson är dessutom TV-kommentator på Kanal 5.